# Hemerocampa oslari
Hemerocampa oslari är en fjärilsart som beskrevs av Barnes 1900. Hemerocampa oslari ingår i släktet Hemerocampa och familjen tofsspinnare. Inga underarter finns listade i Catalogue of Life.